# Evoxymetopon poeyi
Evoxymetopon poeyi är en fiskart som beskrevs av Günther, 1887. Evoxymetopon poeyi ingår i släktet Evoxymetopon och familjen Trichiuridae. Inga underarter finns listade i Catalogue of Life.